# أرجيلاتو
أرجيلاتو (بالإيطالية: Argelato) هي بلدية في مقاطعة بولونيا في إقليم إميليا رومانيا الإيطالي.

## السكان
في سنة 1861 بلغ عدد السكان 3٬641 نسمة، وتطور العدد ليصل في سنة 2011 لـ 9٬656 نسمة.
يظهر هذا المخطط البياني تطور النمو السكاني لـ أرجيلاتو